# 4D-печать

Один из композитных полимеров, изменяет форму при погружении под воду

4D-печать, или четырёхме́рная печа́ть, — технология создания трёхмерного объекта методами 3D-печати с дополнительным свойством: изменением формы или свойств под воздействием окружающей среды. Такие объекты, изготовленные из программируемых материалов, способны трансформироваться с течением времени, что и отличает их от статичных изделий 3D-печати. Четвёртое измерение в данном контексте — это время, так как форма или поведение объекта изменяется в зависимости от внешних стимулов, таких как температура, влажность или давление.

## История
Концепция 4D-печати была впервые представлена в 2013 году Скайларом Тиббитсом, исследователем из Массачусетского технологического института (MIT), во время его выступления на конференции TED. Тиббитс продемонстрировал идею материалов, которые могут самостоятельно собираться или изменять форму под воздействием внешних факторов, таких как вода или тепло. Этот подход был вдохновлён достижениями в области 3D-печати и развитием "умных" материалов, способных реагировать на окружающую среду. С тех пор технология привлекла внимание учёных и инженеров, что привело к её дальнейшему развитию в различных областях, включая медицину, строительство и производство.

## Технология
4D-печать основана на использовании тех же методов, что и 3D-печать (например, послойное нанесение материала), но с применением специальных материалов, таких как гидрогели, термореактивные полимеры или композиты с памятью формы. Эти материалы программируются на этапе создания, чтобы реагировать на определённые стимулы: изменение температуры, воздействие влаги, света или даже магнитных полей. Процесс включает моделирование желаемой трансформации с помощью программного обеспечения, что позволяет предсказать поведение объекта во времени. Например, напечатанная структура может быть плоской в исходном состоянии, но после погружения в воду превращаться в сложную трёхмерную форму.
Ключевым элементом технологии является разработка многослойных или многофазных материалов, которые сочетают в себе разные свойства — например, жёсткость и эластичность. Это позволяет создавать изделия с заранее заданной динамикой изменений. Современные исследования также направлены на повышение точности трансформаций и расширение спектра используемых стимулов.

## Применение
Технология 4D-печати открывает широкие перспективы в различных сферах:
```
   
Медицина
: создание имплантатов или стентов, которые изменяют форму внутри тела для адаптации к анатомии пациента или доставки лекарств.
   
Архитектура и Строительство
: разработка самособирающихся конструкций, которые могут упрощать транспортировку и монтаж, например, трубопроводы, раскрывающиеся после установки.
   
Производство
: изготовление мебели или одежды, которые адаптируются к условиям окружающей среды или потребностям пользователя.
   
Космос
: использование компактных структур, которые разворачиваются в нужную форму в условиях невесомости, экономя место при запуске.
```

Кроме того, 4D-печать исследуется для создания самовосстанавливающихся материалов, способных устранять повреждения без внешнего вмешательства, что может революционизировать долговечность изделий.

## Перспективы
Скайлар Тиббитс отмечает, что в будущем 4D-конструкции смогут адаптироваться к окружающей среде, реагируя на температуру, влажность, давление или звук. Такие изделия можно будет транспортировать в компактном виде, а затем стимулировать для принятия нужной формы на месте. Потенциал технологии включает также экологические приложения, например, создание материалов, разлагающихся или трансформирующихся после выполнения своей функции, что снижает отходы.